# Abbie de Quant
Abbie de Quant (...) è una flautista olandese.
Insegna musica presso le Accademie di Amsterdam and Utrecht e tiene una propria serie di concerti biennali al Concertgebouw di Amsterdam.
Ha studiato con Koos Verheul all'Accademia della Musica di Tilburg e si è diplomata con il massimo dei voti. Ha poi fatto un master presso l'Accademia Musicale Chigiana di Siena con Severino Gazzelloni, dove ha ricevuto il Diploma d'Onore.
Da solista, de Quant ha suonato con quasi tutte le orchestre olandesi. Ha vinto molti premi sia nazionali che internazionali.
Ha lavorato con i pianisti Elizabeth van Malde, Rudolf Jansen e Bart Berman, l'arpista Masumi Nagasawa e il soprano Jannie Pranger.